# Cloroformiat d'etil
El cloroformiat d'etil és un compost orgànic amb la fórmula química ClCO2CH2CH3. És l'èster etílic de l'àcid clorofòrmic. És un líquid incolor, corrosiu i altament tòxic. És un reactiu utilitzat en la síntesi orgànica per a la introducció del grup protector del carbamat d'etil i per a la formació d'anhídrids carboxílics.

## Seguretat
El cloroformiat d'etil és una substància altament tòxica, inflamable i corrosiva. Provoca cremades greus quan entra en contacte amb els ulls i/o la pell, pot ser perjudicial si s'inhala o s'ingereix. Si l'inhales pots tenir dificultat per respirar i molta tossina, i si l'ingereixes pots tenir la sensació de cremar-se per dins o pots arribar a tenir un col·laps.

## Història
El cloroformiat d'etil és un compost va ser descobert per uns científics que estaven explorant diverses reaccions i compostos, va ser sintetitzat per primera vegada al segle XIX. Un dels primers registres de la seva síntesi data del 1848, quan el químic francès Auguste Cahours el va preparar per primera vegada mitjançant la reacció entre cloroform i etanol en presència d'àcid sulfúric. Aquesta reacció va produir el cloroformiat d'etil juntament amb subproductes com l'àcid clorhídric i el diòxid de sofre.
La síntesi i l'estudi d'aquest compost van continuar al llarg del segle XIX i principis del segle xx, amb químics de renom com Victor Grignard i altres fent investigacions sobre la seva reactivitat i aplicacions en la química orgànica.
En termes d'aplicacions, el cloroformiat d'etil s'ha utilitzat en la síntesi de diversos compostos orgànics, com ara èsters i altres productes químics. També s'ha utilitzat com a solvent a la indústria química i farmacèutica.
Tot i això, a causa de preocupacions sobre la toxicitat i els riscos per a la salut associats amb el cloroform, un dels reactius utilitzats en la seva síntesi, així com amb altres subproductes tòxics, el seu ús ha disminuït en algunes àrees i s'han buscat alternatives més segures.

## Propietats
El cloroformiat d'etil és un compost incolor i la seva olor es pareix a l'àcid clorhídric, té una densitat d'1,1403 a 20 °C/ 4 °C, per tant, és més dens que l'aigua. És molt tòxic per la inhalació i corrosiu per metalls i teixits, els seus vapors són més pesats que l'aire.
El seu punt d'inflamació és de 61 °F, el d'ebullició és de 201 °F i el seu punt de fusió és de -114 °F.
El cloroformiat d'etil quan es descompon és molt tòxic perquè emet un vapor anomenat clorur d'hidrogen.

## Preparació
El cloroformiat d'etil es pot preparar amb etanol i fosgen.

## Usos
S'utilitza com dissolvent en la indústria fotogràfica i per fabricar tints, fàrmacs, herbicides i pesticides. El cloroformiat d'etil reacciona amb xantat d'etil i produeix formiat de dietil xantogen i anhídrid dietilxant que s'utilitza per fabricar minerals i per produir anhídrids d'àcids carboxílics. També si el mesclem amb amoníac o clorur de cianur (CNCl).

## Toxicitat
El coloformiat d'etil és un compost molt tòxic per la inhalació a on si l'inhales pots tenir la sensació de cremar-te, tossina, dificultat en respirar, mal de coll i aquests símptomes es poden atraçar, també és molt tòxic per la ingestió i et pot causar mal abdominal i fins i tot pots arribar al col·lapse, a part aquest compost és corrosiu per metalls i teixits.